# Martin Alonso Pinzon
Martín Alonso Pinzón, (španski izgovor: ; Palos de la Frontera, Uelva; 1441 –  1493 ) je portugalski moreplovac. On je poznat po tome što je dao Kristoferu Kolumbu dovoljno tadašnjeg novca da bi mogao da započne ekspediciju.

## Literatura
- Álvarez de Toledo, Luisa Isabel (2000), Africa versus América, la fuerza del paradigma (на језику: шпански), Junta Islámica. Centro de Documentación y Publicaciones, ISBN 978-84-607-1135-3, Архивирано из оригинала 15. 12. 2009. г.
- Asensio, José María (1892), Martín Alonso Pinzón: estudio histórico, La España Moderna Online at archive.org.
- Fernández Duro, Cesáreo (1892), Pinzón en el descubrimiento de las Indias (на језику: шпански), Madrid: Sucesores de Rivadeneyra
- Gould, Alice B. (1984), Nueva lista documentada de los tripulantes de Colón en 1492 (на језику: шпански), Real Academia de la Historia., ISBN 978-84-600-3829-0 The link is to an abridged copy on Google Books.
- Ortega, Ángel (1980) [1925], La Rábida. Historia documental crítica. 4 vol. (на језику: шпански) (facsimile изд.), Diputación Provincial de Huelva. Servicio de Publicaciones, ISBN 978-84-500-3860-6
- Louis-Théodule Begaud: Le premier Capitaine au long cours, Martín Alonso Pinzón, associé de Christophe Colomb; Organisateur et animateur de l'expédition de 1492, Paris 1944
- Adám Szászdi: El descubrimiento de Puerto Rico en 1492 por Martín Alonso Pinzón, in: Revista de historia. San Juan, Año 1(1985), Nr. 2, S. 9-45.
- Domingo Gómez: Vindicación del piloto de la carabela "Pinta", Martín Alonso Pinzón, in: Mundi hispánico. - Madrid, Año 21(1968), Nr. 241.
- Francisco Morales Padrón: Las relaciones entre Colón y Martín Alonso Pinzón, in: Actas. - Lisboa, Vol. 3(1961), S. 433-442.
- Urs Bitterli: Die "Wilden" und die "Zivilisierten", 3. Aufl., München 2004
- Ders.: Alte Welt - neue Welt, München 1992 ?
- Ders.: Die Entdeckung Amerikas, 4. Aufl., München 1992
- Ders.: Die Kenntnis beider "Indien" im frühneuzeitlichen Europa, München 1991